# Förändringskrafterna i Finland
Förändringskrafterna i Finland r.p., politiskt parti i Finland. På finska heter det Muutosvoimat Suomi r.p.. Partiet bildades 2002 och upplöstes 2007.